# سليمة صفر
سليمة صفر لاعبة كرة مضرب تونسية سابقة محترفة، ولدت في 8 يوليو 1977 في سيدي بوسعيد، وكانت تلعب باليد اليمنى بدأت مسيرتها كمحترفة عام 1999، اعتزلت اللعب في 2011. أعلى تصنيف لها في الفردي كان المركز الـ 75 في سنة 2001. سبق أن شاركت في دورة الألعاب الأولمبية الصيفية.

## روابط خارجية
- سليمة صفر على موقع رابطة محترفات التنس (الإنجليزية)
- سليمة صفر على موقع الاتحاد الدولي لكرة المضرب (الإنجليزية)
- سليمة صفر على موقع كأس بيلي جين كينغ (الإنجليزية)
- سليمة صفر على موقع خلاصة التنس.كوم (الإنجليزية)
- سليمة صفر على موقع إي إس بي إن.كوم (الإنجليزية)
- سليمة صفر على موقع أوليمبيديا (الإنجليزية)